# Oh! (少女時代の曲)
「Oh!」（オー!）は、2010年1月25日に韓国で発売された少女時代の2枚目の正規アルバム、またはそのタイトル曲。2012年には日本語版も発売された。

## 概要
「Oh!」は年上の男性に恋する女の子の気持ちを表現したアップテンポな曲で、少女時代のデビューシングル「また巡り逢えた世界」を手がけたKENZIEによって作曲された。振付は前作「Genie」に続き仲宗根梨乃が担当。
衣装のテーマはチアリーダー。衣装についている番号はメンバーから好きな番号を聞いたものとされる。
- ティファニー『0』 - 当初は「01」をつけたいとに申し出たが、スタッフのミスにより『0』をつけられ、そのまま『0』をつけている。
- ユリ『21』 - 好きな数字を聞かれたときに、当時の年齢が21だったので、そのままつけている。
- テヨン『9』 - 自身の誕生日が1989年3月「9」日、メンバーが「9人」であること、また、ニックネームがTaengooで「g」が「9」に見えることから『9』をつけている。
- ユナ『7』 - 幸運の数字「ラッキー7」から、『7』をつけている。
- ヒョヨン『32』 - 普段から好きな数字として『32』をつけている。
- スヨン『24』 - 「24歳までに結婚して幸せになることが今の一番の願望だ」と番組で発言したこと。また、「24時間ファンたちと一緒」という意味でも『24』をつけている。
- ジェシカ『22』 - 好きな数字を聞かれた年の4月18日に22歳を迎えることから22をつけている。
- ソヒョン『11』 - 何事にも「最初」に「ナンバー1」になりたいという願望を込めて『11』をつけている。
- サニー『12』 - 普段から好きな数字1と2をあわせた『12』をつけている。

### 韓国版
アルバムOh!のGaonチャートの2010年の年間販売数は197,934枚である。シングルは2010年1月25日にダウンロード販売が開始され、発売直後から様々なオンラインチャートで首位を獲得した。更にガオンチャートでも首位を獲得し、音楽番組『ミュージックバンク』と『SBS人気歌謡』でも首位を獲得した。この曲はGaonチャートの年間デジタル楽曲トップ10で4位になり、音楽サイト『モンキー3』は、本作を2010年の最も素晴らしい曲と評価した。

### 日本版
日本での5枚目のシングルとして2012年9月26日に発売。初週6.6万枚を売り上げ、オリコン週間シングルランキングで１位を獲得した。日本レコード協会からゴールド認定を受けた。
同日に発売された、「GIRLS' GENERATION COMPLETE VIDEO COLLECTION」も、DVDとBlu-rayの二部門で1位を獲得したため、
少女時代初の、オリコンでの3冠達成となった。

## 収録曲

### 韓国2ndアルバム『Oh!』
1. Oh!
2. Show! Show! Show!
3. ポン&Fun (Sweet Talking Baby)
4. 永遠にあなたと夢見たい (Forever)
5. 笑おう (Be Happy)
6. 火星人ウイルス (Boys & Girls) - feat.Key (SHINee)
7. キャラメルコーヒー (Talk To Me)
8. 星星星 (☆★☆)
9. 無条件ハッピーエンディング (Stick Wit U)
10. いいことだけ考えること (Day by Day)
11. Gee
12. 願いを言ってみて (GENIE)

### 韓国2ndアルバムRepackaged Edition『Run Devil Run』
2010年3月17日にはリパッケージアルバム「Run Devil Run」（Gaonチャートの2010年の年間販売数は136,851枚）が発売された。『Oh!』収録曲に加え、新曲「Run Devil Run」「Echo」、「星星星」のアコースティックバージョンが収録されており、曲順も変更されている。
1. Run Devil Run
2. Oh!
3. Echo
4. 星星星 (☆★☆) (Acoustic R&B Ver.)
5. Show! Show! Show!
6. ポン&Fun (Sweet Talking Baby)
7. 永遠にあなたと夢見たい (Forever)
8. 笑おう (Be Happy)
9. 火星人ウイルス (Boys & Girls) - feat.Key (SHINee)
10. キャラメルコーヒー (Talk To Me)
11. 星星星 (☆★☆)
12. 無条件ハッピーエンディング (Stick Wit U)
13. いいことだけ考えること (Day by Day)
14. Gee
15. 願いを言ってみて (GENIE)

### 日本5thシングル『Oh!』
CD
1. Oh! [3:11]
  - 作詞：Kim jung bae、Young H.Kim、KENZIE（英語版）、日本語詞：Nozomi Maezawa、agehasprings、作曲：Kim jung bae、Young H.Kim、KENZIE
2. ALL MY LOVE IS FOR YOU [3:43]
  - 作詞、作曲：SEBASTIAN THOTT、DIDRIK THOTT、ROBIN LERNER、JUNJI ISHIWATARI

DVD
ALL MY LOVE IS FOR YOU (MUSIC VIDEO)
仕様
- 【初回限定盤】 CD＋DVD トールケースデジパック仕様、ステッカー封入
- 【通常盤】 CD

ミュージックビデオ
2曲ともミュージックビデオが存在し、「Oh!」は11月28日発売の『GIRLS' GENERATION II 〜Girls & Peace〜』に収録される。

## チャート
| チャート（2010/2011/2012年） | 最高 順位 |
| ---------------------------- | --------- |
| 韓国 ミュージックバンク      | 1         |
| 韓国 SBS人気歌謡             | 1         |
| 韓国 ガオンチャート週間      | 1         |
| 韓国 ガオンチャート月間      | 1         |
| 日本 オリコンチャート週間    | 1         |

### チャート推移
| 先代 2AM「死んでも離さない」 | ガオンチャート週間第1位 2010年2月6日 - 3月13日 | 次代 少女時代「Run Devil Run」 |
| 先代 2AM「死んでも離さない」 | ガオンチャート月間第1位 2010年2月              | 次代 少女時代「Run Devil Run」 |

## 発売日一覧
| 地域 | リリース日    | 規格                 | レーベル             |
| ---- | ------------- | -------------------- | -------------------- |
| 韓国 | 2010年1月25日 | デジタルダウンロード | SMエンタテインメント |